# Fonte Boa (Amazonas)
Fonte Boa est une municipalité brésilienne de l'État d'Amazonas .